# Jösse Eriksson

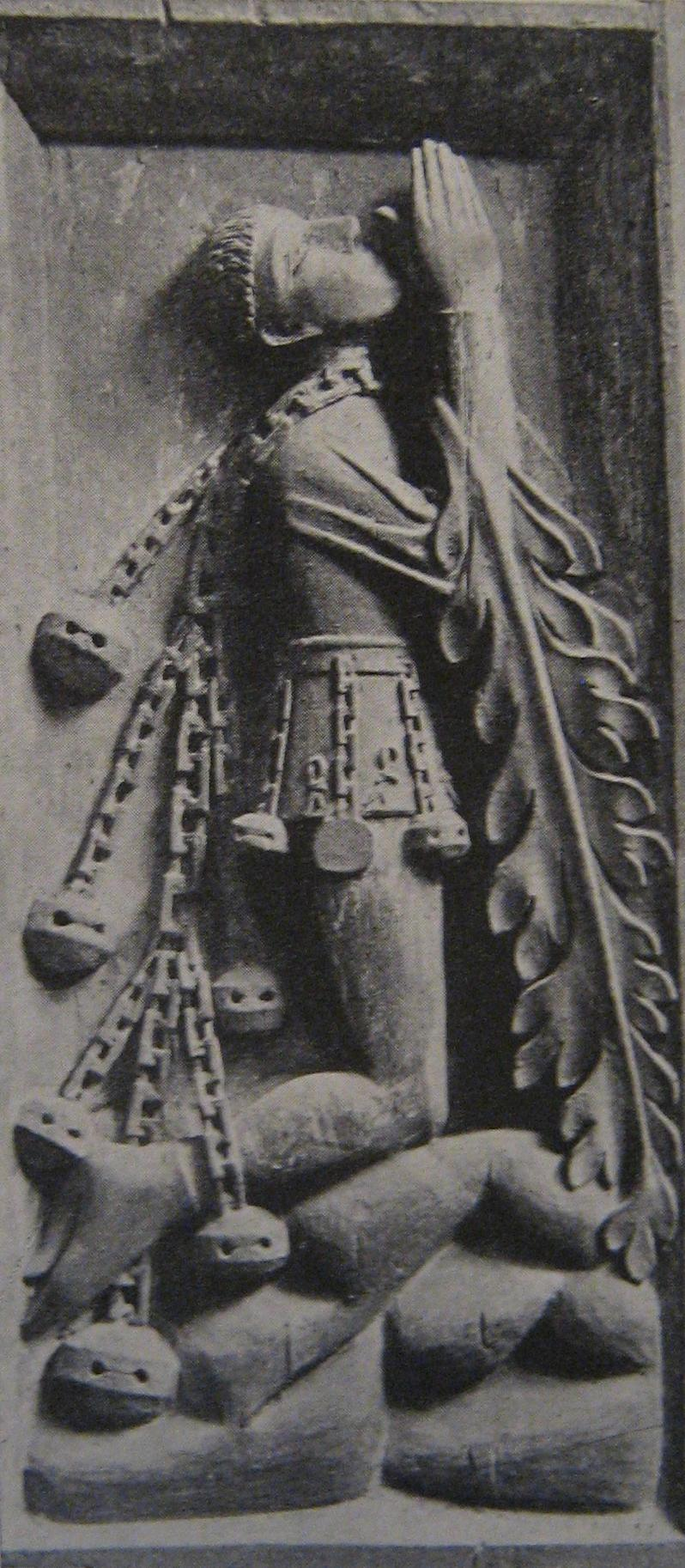
Korstol, ursprungligen från Västerås domkyrka, med Jösse Erikssons bild

Jösse Eriksson, (egentligen Jens Erikssøn), död 9 december 1436 (avrättad i Motala), var en danskättad fogde och väpnare i Kalmarunionens Sverige, under Erik av Pommern.

## Biografi
Jösse Eriksson, Erik av Pommerns fogde i Västerås, var dansk till börden och bar i vapnet en tvärbjälke, prydd med en ranka. Han var troligtvis son till riddaren Erik Jönsson till Stadsgaard, vilken omtalas i urkunder från åren 1396–1400, och riddaren Peder Nilsson Lykkes till Egholm dotter. Jösse Eriksson äktade (före 1415) Birgitta Ulfsdotter, dotter till det högättade norska riksrådet Ulf Jonsson (Roos), som sedan drottning Margaretas tid var bosatt i Ervalla socken i Västmanland.
Redan så tidigt som 1414 var Jösse Eriksson fogde över större delen av Västmanland, Bergslagen och Dalarna, och såsom sådan påstås han ha gjort sig synnerligen illa känd genom sin hårdhet och snikenhet. I Engelbrektskrönikan berättas om hur han sökte tvinga bönderna till lydnad genom att hänga några av dem i rök och genom att spänna deras hustrur för hölass, vilket föranledde missfall.
The fatige bönder j dalana boo
there fogda giorde them swa mykin oro
han loth them swa sara plaga
och skattade them aff mest huat the aga
han loth the bönder j rök vphängia
Swa sara loth han them trengia
there qwinnor loth han ther mz plaga
the spentis for hölass them sculle the draga
them giordis ther mz swa stor nödh
the födhe strax barn som waro dödh 
Dalkarlarna tröttnade slutligen på Jösse Erikssons utpressningar. Genom Engelbrekt Engelbrektsson klagade de hos konungen. Engelbrekt hänvisades till svenska rådet, som undersökte Jösse Erikssons sak och fann honom ha handlat straffvärt. Då konungen underlät att avskeda fogden reste sig dalkarlarna 1434, tågade till Västerås och tvingade honom att lämna sitt län åt greve Hans av Eberstein. Jösse Eriksson begav sig då till Danmark, men företog 1436, försedd med lejdebrev av Karl Knutsson (Bonde), en resa till Vadstena. Bönderna i Aska härad bröt emellertid in i klostret, bemäktigade sig Jösse Eriksson och förde honom till tinget vid Motala, där han dömdes till döden och halshöggs (9 december 1436). Förloppet skildras i Karlskrönikan:
jn i klostridh the gingo
jöss eriksson the ther fingo
och släpedin ther vt medh hans föther
jach venther han fik tess ey böther
sidhen bundho the han a slädo som et swin
the skenkto honom hwarthe miödh eller win
och fördhen swa til mothala tingh
och satthen midh i then ringh
och dömdhe ther strax domen sa
ath han skuldhe fran hwdhit ga
ther huggo the thz aff vthan flärd
medh en ixe the skötto ey swerdh
the lagdho hans halsben pa en stok
och huggo swa hwdit fran hans krop 
Jösse Eriksson visade stor frikostighet mot Vadstena kloster, i vars kyrka han ligger begraven (gravstenen finns där ännu i behåll vid södra långhusväggen). Hans bild finns bevarad på gaveln till en av honom bekostad korstol i Västerås domkyrka.